# Paratybe snizeki
Paratybe snizeki är en skalbaggsart som beskrevs av Teocchi och Henri L. Sudre 2003. Paratybe snizeki ingår i släktet Paratybe och familjen långhorningar.
Artens utbredningsområde är Kenya. Inga underarter finns listade i Catalogue of Life.